# Bonaventura Blay i Milà
Bonaventura Blay i Milà (Sitges, 2 de febrer del 1857 – Barcelona, 31 de gener del 1911) va ser un comerciant i filantrop "indiano".
Emigrà a Cuba molt jove, abans de ser cridat a fer el soldat. Treballà per a la casa comercial i financera "Brauet y Cía", de la qual va ser soci gerent i posteriorment soci comanditari. Exercí el mecenatge fundant, conjuntament amb la societat Brauet, el Centre Benèfic de Guantánamo (1886), que dotà generosament i presidí diverses vegades. Quan presidí l'entitat, impulsà el 1889 la creació de la "Casa-Quinta de Beneficiencia", equipada amb els serveis i les instal·lacions més avançades de l'època. A l'any següent presidí el "Casino Español" de Guantánamo.
Tornà diverses vegades a Sitges, per poc temps i, en una d'aquestes estades, sufragà les reixes de l'entrada de l'ajuntament de Sitges, acabat de construir, segons el projecte de l'arquitecte Josep Viñals i Sabaté.
A finals del segle XIX tornà definitivament a Catalunya (sense abandonar alguns negocis que encara tingué a l'illa caribenya), però encara col·laborà amb 50.000 pessetes de l'època en l'emprèstit per a sufragar la guerra de Cuba. Amb alguns dels seus antics socis de la casa "Brauet y compañía" contribuí a fundar el 1900 la societat El Vichy Catalán, de què en fou un accionista important, i que presidí del 1901 al 1910.

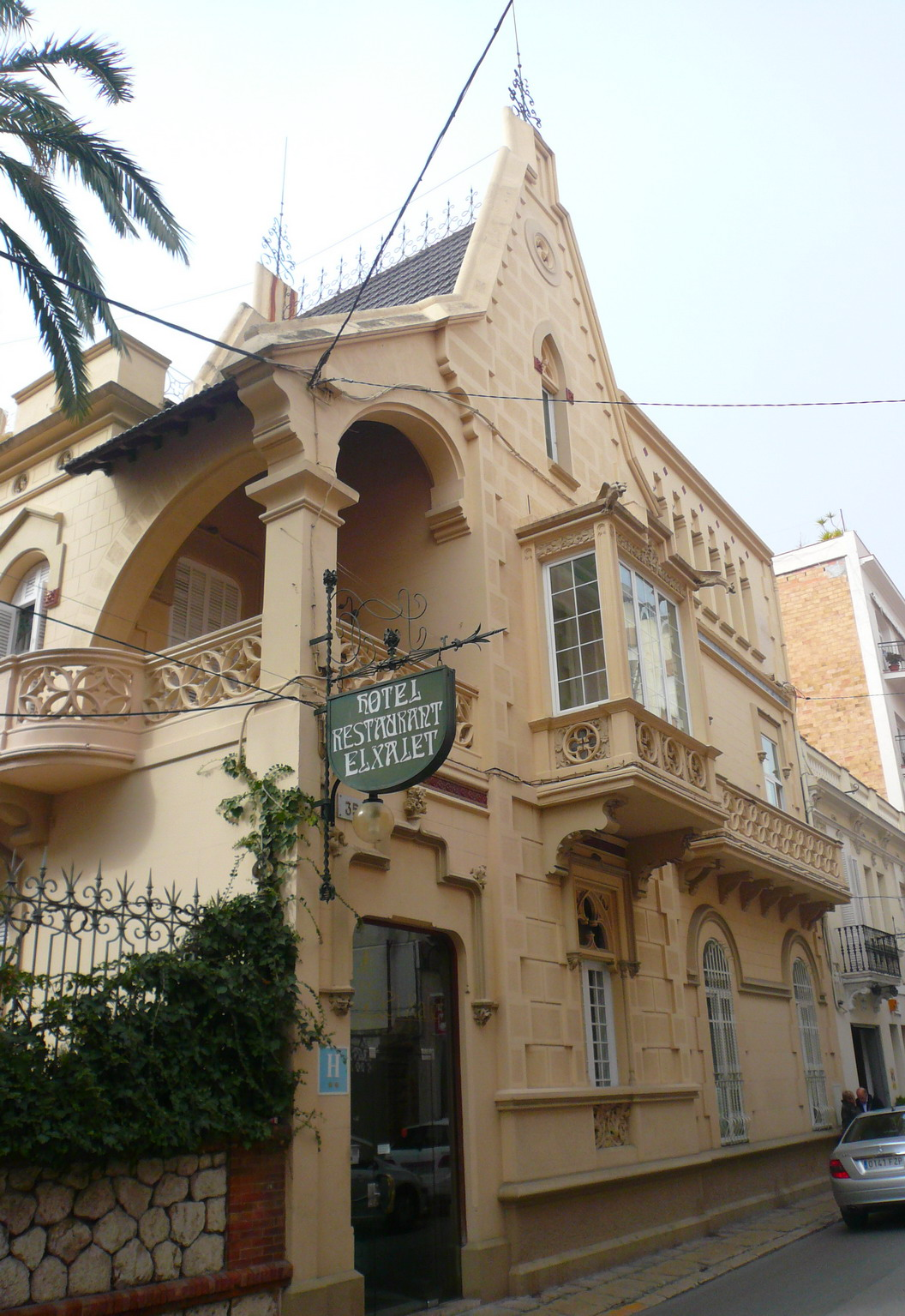
La Casa Bonaventura Blay, a Sitges

A Sitges formà part de la junta consultiva del Retiro; l'any 1895 li havia estat oferta la presidència, però no pogué acceptar-la per les seves obligacions a Cuba. L'any 1903 es va fer construir una gran casa, amb projecte de Gaietà Buïgas i Monravà, que batejà "Villa Avelina" en honor de la seva esposa (actualment, Casa Bonaventura Blay).